# Ґоранець
Ґоранець (пол. Goraniec, нім. Dreiort) — село в Польщі, у гміні Чернеєво Гнезненського повіту Великопольського воєводства.
Населення — 97 осіб (2011).
У 1975-1998 роках село належало до Познанського воєводства.

## Демографія
Демографічна структура станом на 31 березня 2011 року:
|          | Загалом | Допрацездатний вік | Працездатний вік | Постпрацездатний вік |
| -------- | ------- | ------------------ | ---------------- | -------------------- |
| Чоловіки | 48      | 12                 | 32               | 4                    |
| Жінки    | 49      | 11                 | 31               | 7                    |
| Разом    | 97      | 23                 | 63               | 11                   |